# Alix Delmas
Pour les articles homonymes, voir Delmas.
Alix Delmas, née le 12 septembre 1962 à Bayonne, est une artiste plasticienne française.

## Biographie
Elle est née en 1962. Après avoir vécu jusqu’à ses quatorze ans à Dakar au Sénégal, elle déménage en 1975 avec sa famille dans la région du Pays basque en France.
Diplômée en 1988 des Beaux-Arts de Paris, son travail s'inspire de Francisco de Goya, Louis Daguerre à Bruce Naumann, Franz West, Claude Cahun en passant par Eva Hesse ou Francesca Woodman. Alix Delmas pratique alternativement le dessin, la sculpture, l’installation, la photo, la vidéo.
À partir des années 2000, l’artiste déploie sa carrière à l’international, elle expose au Drawing Center à New York,, au Landes Museum de Linz, ainsi qu'à Fotohof en Autriche. À l’occasion d’une résidence à la Fondation Leube en Autriche en 2009, l’artiste réalise sa première œuvre pérenne intitulée Come back tomorrow,,. Il s'agit d'une sculpture avec pour socle un escalier qui lévite en pleine forêt.
Par ailleurs, elle crée des vidéos-installations dont le dispositif joue entre autres sur les archétypes du cinéma via une parodie du making-off. Ces vidéos sont projetées à l'occasion de l'exposition La Force de l'art au Grand Palais, à l'Espace Culturel Louis Vuitton à Paris, ainsi qu'au centre intercommunal d'Istres. Ses photographies et ses dessins font notamment partie des collections du Museum Albertina, FRAC Auvergne, et du FRAC-Artothèque du Limousin,.
Lauréate de la bourse Collection Monographie de l'ADAGP en 2017, Alix Delmas publie sa monographie Captures aux Éditions Loco en 2019,. 
En 2021, elle conçoit Lignes de vie, sa quatrième œuvre en espace public à Ivry-sur-Seine. Il s’agit d’une sculpture minimaliste évoquant le tracé d’un électrocardiogramme, installée le long d’une allée du Centre municipal de santé de la ville. L’historienne de l’art Nathalie Viot lui consacre un texte critique intitulé Le Trésor Public, publié dans le n°8 du Léger, journal de la Galerie Fernand Léger.
Son court-métrage TargeT (2022)
, qui met en scène une femme confrontée à un drone-lumière, reçoit le prix du meilleur court-métrage expérimental à la Mostra internazionale di Bracciano , en Italie.
En 2022, Alix Delmas réalise un portfolio de huit lithographies intitulé Valses anthropométriques, avec le soutien de l’Aide individuelle à la création de la DRAC Île-de-France. Ce travail s’appuie sur des documents issus des Archives de la préfecture de police de Paris, notamment ceux relatifs aux pratiques de la police scientifique fondée par Alphonse Bertillon, qui consistait à mesurer les corps des criminels à des fins d’identification. L’artiste recadre les gestes de cette procédure dans une mise en scène chorégraphique, faisant ainsi "valser" corps d’ordre et corps de désordre. Le Musée de la Préfecture de Police a acquis ces œuvres, désormais présentées dans sa collection permanente.
En 2023, elle obtient la bourse Ekphrasis, créée par l’ADAGP en partenariat avec l’AICA France et Le Quotidien de l’Art
.
La même année, elle est l’une des lauréates de la commande nationale Les temps changent, initiée par le Centre national des arts plastiques (CNAP) en collaboration avec l’ADRA. Cette commande, destinée à soutenir les artistes et artisans d’art, a pour objectif de valoriser la création contemporaine dans le domaine de l’estampe et de la diffusion dans les artothèques. Dans ce cadre, Alix Delmas poursuit son exploration des archives, notamment autour de la mémoire coloniale. Ses œuvres sont intégrées aux collections du CNAP et des 35 artothèques membres de l’ADRA.

## Postures artistiques
Alix Delmas pratique alternativement le dessin, la sculpture, l'installation, la photographie et la vidéo.
Dès ses débuts, à la fin des années 1990, l’œuvre plastique d’Alix Delmas se distingue par ce qui va devenir une topique majeure, un aspect récurrent, comme obsessionnel, déplacer les corps humains, son propre corps, ceux de ses modèles, puis les nôtres, spectateurs en les positionnant de façon inattendue. Cette inflexion se retrouve dans le mobilier ou les sculptures que conçoit l'artiste pour l'espace public : toujours appelées à accueillir nos corps, ces propositions plastiques n'en signalent pas moins une volonté de nous y accueillir différemment de l'usage.
À l’évidence, le corps n’est pas pour une opération narcissique, mais bien pour une opération de mesure. Il est même l’instrument le plus absolu des poids et mesures, car il permet d’établir une relation avec les choses du monde. Et dans une attention au monde, une conscience de l'autre dont naissent deux séries photographiques, Jetlag Paradiso et Bloody Sea (2017), offrant une réponse double, aiguë, au bruit du temps. Il y a là l'affirmation d'une position plastique, politique, esthétique.
L’humour n’interdit pas la gravité, c’est simplement une autre perspective sur l’événement. Si l’artiste multiplie les points de vue, c’est qu’ils sont autant de perceptions du monde qu’elle souhaite condenser. Elle développe une esthétique de l’entre-deux où il s’agit moins d’approfondir l’espace séparant les objets que d’appréhender l’épaisseur des connexions possibles.
La force de l'œuvre d'Alix Delmas repose en large part dans son caractère inattendu. Pas d'obsession mais un, des parcours. Des itinéraires, des traversées de la forme, du sens... Un des maîtres mots, pour Alix Delmas, serait la capture. Capture d'un effet. Capture d'un moment. Capture d'un affect. Capture d'un paysage, d'un territoire. L'art comme une forme de prédation détournée, en douceur?

## Prix
- Bourse Ekphrasis, ADAGP, 2023[32]
- Commande nationale d'estampes, CNAP, 2023[33]
- Aide Individuelle à la Création, DRAC Ile-de-France, 2022[34]
- Lauréate de la Bourse Collection Monographique ADAGP, 2018[35]
- Arte Laguna Prize, Winner of special prize, Jury international, 2016[36]
- Celeste Prize, Winner Video curator Ami Barak, 2013[37]
- Prix Altadis, Finalist, curator Paul Ardenne, 2003

## Collections publiques
- Fonds d’art Contemporain, Paris Collection[38]
- FRAC Occitanie, Montpellier[39]
- FRAC Auvergne[40]
- Mudo, Beauvais[41]
- Fonds National d’Art Contemporain
- Musée d'art et d'archéologie d'Aurillac[41]
- FRAC-Artothèque Nouvelle-Acquitaine[42]
- Artothèque de Miramas
- Arthothèque de Vitré
- Artothèque du Limousin, Limoges
- Artothèque d’Angers[43]
- Artothèque de l’Aisne[44]
- Landes Museum, Oberösterreich, Linz[45]
- Fondation Leube, Salzbourg[46]
- Albertina Museum, Vienne[47]
- British Artists; Film & Video Study Collection, Central Saint Martins, University of the Arts London
- Collection Weil, Gotshal and Manges, New York

## Œuvres pérennes dans l'espace public
- Lignes de vie, 2021, lieu : Centre municipal de santé de la ville, Ivry-sur-Seine
- Interlude, 2015, lieu : PUN du Gave, communauté d’agglomération de Pau
- Come back tomorow, 2009, lieu : Fondation Leube, St Leonard, Autriche[46]
- Les arbres de l'école dépassent les étoiles, 2008, lieu : École élémentaire de Kérinou, Brest[48]